# Koh-e Wachan
Koh-e Wachan (Góry Wachańskie; dari: سلسله کوه واخان, Selsela-je Koh-e Wachan; tadż.: қаторкӯҳи Вахон; katorkuhi Wachon; ros.: Ваханский хребет, Wachanskij chriebiet) – pasmo górskie w południowym Pamirze, w Afganistanie i Tadżykistanie, między rzekami Pamir, Wachan i Amu-daria. Rozciąga się równoleżnikowo na długości ok. 160 km. Średnia wysokość wynosi 5000 m n.p.m., najwyższy szczyt osiąga 6281 m n.p.m. Pasmo zbudowane ze skał magmowych i metamorficznych. Zbocza są poprzecinane dolinami lodowcowymi. Występuje wieczny śnieg i lodowce.